# Agrotis nitida
Agrotis nitida är en fjärilsart som beskrevs av Walker 1865. Agrotis nitida ingår i släktet Agrotis och familjen nattflyn. Inga underarter finns listade i Catalogue of Life.